# 2С14 «Жало-С»
2С14 «Жало-С» — радянська дослідна 85 мм батальйонна самохідна протитанкова гармата. Розроблена у горьківському ЦНДІ «Буревісник» на базі бронетранспортера БТР-70. Головний конструктор проекту — В. Е. Серебряний.

## Історія створення
Після закінчення Другої світової війни в 1948 році Міністерством оборони СРСР були сформовані вимоги до танкових і протитанкових гармат Радянської армії. Основними вимогами були: збільшення початкової швидкості снаряда і збільшення дальності стрільби протитанкових гармат. Дослідження з цієї тематики дозволили розробити і прийняти на озброєння до 1960 року Радянської армії 100 мм протитанкову гармату МТ—12. Однак, подальше розгортання робіт з проектування та розробки боєприпасів було визнано недоцільним, так як в кінці 1950—х років на думку радянського керівництва завдання боротьби з танками противника мали бути перекладені з класичної ствольної артилерії на протитанкові ракетні комплекси.
З ростом захищеності бронетанкової техніки супротивника від кумулятивних боєприпасів знову виникла необхідність відновлення робіт над підвищенням бронепробиттям пострілів з бронебійними підкаліберними снарядами і як наслідок відновлення робіт над протитанковими засобами класичної ствольної артилерії. У 1964 році при розробці нової системи озброєння Ракетних військ і артилерії СРСР 3 Центральним науково-дослідним інститутом Міністерства оборони було запропоновано поряд з протитанковими ракетними комплексами мати і протитанкові гармати. У період з 1969 по 1970 рік у СРСР були розпочаті роботи над новим поколінням протитанкових гармат. У полковій і дивизионній ланці сухопутних військ передбачалося мати 100-мм самохідну протитанкову гармату «Норов» і 125 мм самохідну протитанкову гармату «Спрут-С» відповідно. Для батальйонної ж ланки передбачалася розробка легких 85-мм протитанкових гармат як в буксированому так і в самохідному варіанті. Отримані опрацювання лягли в основу ДКР під найменуванням «Жало-С» (індекс ГРАУ - 2С14).
Головним розробником 2С14 був призначений Центральний науково-дослідний інститут «Буревісник». Роботи велися у відділі № 32 відділення № 3 під керівництвом В. Е. Серебряного. Паралельно з самохідним ЦНДІ «Буревісник» вів роботи над буксированим варіантом, який отримав позначення «Жало-Б» (індекс ГРАУ - 2А55). В рамках робіт зі створення на буксирі варіанту був створений макетний зразок 85-мм гармати під позначенням КМ-33. Використовуючи отриманий макетний зразок фахівцями НДМІ були розроблені і випробувані нові боєприпаси, що увійшли в боєкомплект ПТГ 2А55 і СПТГ 2С14.
До 1975 року був виготовлений дослідний зразок САУ 2С14, який успішно пройшов заводські випробування, а потім був направлений на полігонні випробування на Ржевський артилерійський полігон і Бронетанковий полігон в Кубинці. До 1980 року САУ 2С14 пройшла весь цикл випробувань, результати яких міжвідомчою комісією були оцінені як позитивні. Однак, як буксирувана, так і самохідна протитанкові гармати сімейства «Жало» на озброєння прийняті не були. Незважаючи на те, що СПТГ 2С14 дозволяла успішно боротися з самохідними артилерійськими установками та легкою бронетехнікою противника, до моменту завершення робіт 85 мм гармата САУ 2С14 не дозволяла ефективно боротися з новими танками противника. Крім того, калібр 85 мм не підходив для створення керованих боєприпасів, розробка яких активно велася для інших систем більшого калібру.

## Опис конструкції
За базу самохідної протитанкової гармати 2С14 було взято шасі бронетранспортера БТР-70. У башті встановлювалася 85-мм гармата 2А62, уніфікована по балістичному рішенням і боєкомплекту з буксируваною протитанковою гарматою 2А55. Гармата 2А62 оснащувалася щілинним дуловим гальмом з ефективністю 75-80% і дозволяла розвивати максимальну швидкість стрільби до 20-25 пострілів на хвилину. У боєкомплект входили бронебійні підкалиберні снаряди, які не мали взаємозамінності з іншими артилерійськими системами, які знаходилися на озброєнні Радянської армії. Гарматм забезпечувало бронепробиття приблизно в 1,5 рази нижче, ніж у 125-мм гармати Д-81. Для наведення на ціль використовувався перископічний приціл. Зв'язок здійснювалася за допомогою УКХ радіостанції Р-173.

## Оцінка машини
|                                        | КСП—76    | 2С14     | 2С28         |
| -------------------------------------- | --------- | -------- | ------------ |
| Базове шасі                            | ГАЗ-63    | ГАЗ-4905 | ГАЗ-5923     |
| Бойова маса, т                         | 5,4       | 12,5     | не більше 22 |
| Екіпаж, осіб                           | 3         | 3—4      | 3            |
| Марка гармати                          | 52-П-354У | 2А62     |              |
| Тип установки гармати                  | у рубці   | у башті  | у башті      |
| Калібр гармати, мм                     | 76,2      | 85       | 125          |
| Бронепробиття БПС на відстані 2 км, мм | 75        | ~113     | 520          |
| Комплекс керованого озброєння          | нема      | нема     | є            |
| Боєзапас, пострілів                    | 54        | 30—40    |              |
| Бойова швидкострільність, постріл/хв   | 15        | 20—25    |              |
| Максимальна швидкість, км/год          | 62,5—77   | 80       | 100          |
| Максимальна швидкість на плаву, км/год | —         | 9—10     | 12           |

Перші роботи зі створення високоманеврених колісних протитанкових гармат були проведені в СРСР задовго до появи САУ 2С14, так в 1944 році на базі вантажівки ГАЗ-63 була розроблена 76-мм самохідна протитанкова гармата КСП-76, однак через недостатню маневреності вона не була прийнята на озброєння Радянської армії. У порівнянні з КСП-76 САУ 2С14 мала кілька переваг, наприклад, гармата була встановлено у поворотну башту, базове шасі дозволяло розвивати велику швидкість і долати перешкоди вплав, 85-мм гармата 2А62 мала більшу швидкострільність і бронепробиття і дозволяла ефективно боротися з легкою бронетехнікою і самохідними артилерійськими гарматами противника. Однак, незважаючи на переваги, САУ 2С14 володіла і недоліками, що послужили причиною відмови від прийняття на озброєння. 85-мм гармата не дозволяла в доступному для огляду майбутньому створити комплекс керованого озброєння, крім того не володіла достатнім бронепробиттям для ураження танків типу М1 і FV4030/4. Пізніше, Міністерство оборони СРСР знову повернулося до тематики колісних самохідних протитанкових гармат, відкривши роботи зі створення 125-мм самохідної протитанкової гармати «Спрут—К». На відміну від 2С14 СПТГ «Спрут—К» планувалося озброїти 125 мм гарматою, яка уніфікована за балістикою і боєприпасами з танковою гарматою 2А46, а як базу використовувати шасі бронетранспортера БТР-90. Однак, і ця САУ також не була прийнята на озброєння, таким чином ніша легких високоманеврених колісних протитанкових САУ в організаційно-штатній структурі ЗС РФ залишилася незайнятою.
|                                        | СРСР 2С14 | Франція AMX-10RC | Бразилія EE-9 |
| -------------------------------------- | --------- | ---------------- | ------------- |
| Роки розробки                          | 1969—1980 | 1970—1981        | 1970—1975     |
| Екіпаж, осіб                           | 3—4       | 4                | 3             |
| Маса, т                                | 12,5      | 15,88            | 13,4          |
| Калібр гармати, мм                     | 85        | 105              | 90            |
| Боєзапас, пострілів                    | 30—40     | 38               | 44            |
| Максимальна швидкість по шосе, км/год  | 80        | 85               | 100           |
| Максимальна швидкість на плаву, км/год | 9—10      | 7,2              | —             |
| Запас ходу, км                         | 400—600   | 1000             | 880           |
| Колісна формула                        | 8×8       | 6×6              | 6×6/2         |

Крім СРСР розробки колісних броньованих машин, здатних боротися з танками велися і в інших державах. У 1981 році на озброєння французької армії надійшли 105-мм броньовані машини AMX—10RC. Основним озброєнням була нарізна гармата F2, несумісна з боєкомплектом танкових гармат типу L7. На озброєння бразильської армії в 1975 році надійшли броньовані машини EE—9, обладнана 90 мм протитанковою гарматою. На відміну від СПТГ 2С14, боротьба з танками не була основним призначенням як для AMX—10RC, так і для EE—9. Основним завданням було використання їх як БРМ, що позначилося на складі приладів цих машин і тактиці застосування. Пізніше в 1980-ті, а потім в 1990-ті і 2000-ні інтерес до створення колісних протитанкових машин проявили і інші держави, в результаті чого з'явився окремий клас техніки іноді іменований як колісні танки.

## Де можна побачити
- Росія:
  - м. Кубинка — Центральний музей бронетанкового озброєння і техніки в Кубинці.

### Виноски
1. 1 2 3  Характеристика базового шасі.
2. ↑  Для снаряда 53-Бр-354Н.
3. ↑  Враховуючи бронепробиття снаряда 3БМ22, прийнятого на озброєння Радянської армії у 1976 році, і бронепробиття 85 мм гармати 2А62, яке приблизно у півтори рази менше ніж у гармати Д-81.
4. ↑  Для снаряда 3БМ42.